# Varasnúnia (Turuberânia)
Varasnúnia (em armênio: Վարաժնունիք, Varažnunik’[a]) ou Vatesnúnia (Վածնունիք, Vacnunik’), talvez a Bajunais árabe, segundo a Geografia de Ananias de Siracena (século VII), foi um gavar (cantão) da província de Turuberânia, no Reino da Armênia. Pertencia à família Varasnúnio e compunha o centro de seu principado, que provavelmente ainda englobava os gavares de Dasnaura e Tuarazatáfia. Sua principal localidade era Quenunis (atual Quenes, na Turquia) e compreendia uma área de dois mil quilômetros quadrados. Em 591, o imperador Maurício recebeu vastas porções da Armênia sassânida em compensação da ajuda militar prestada ao xainxá Cosroes II (r. 590–628). Todos os distrito que compunham Turuberânia foram incluídos na província recém-fundada da Armênia Interior.